# Ashiya (Fukuoka)
Ashiya (jap. 芦屋町 Ashiya-machi) ist eine Gemeinde im Landkreis Onga in der Präfektur Fukuoka, Japan.
Die Gemeinde Ashiya hat 15.509 Einwohner (Stand: 1. November 2009). Die Fläche beträgt 11,42 km² und die Einwohnerdichte ist etwa 1.358 Personen pro km².
Auf der Fläche von Ashiya liegt ein Militärflugplatz der japanischen Luftselbstverteidigungsstreitkräfte.
Jährlich wird am Strand ein Sandskulpturenfestival veranstaltet.

## Angrenzende Städte und Gemeinden
- Kitakyūshū
- Okagaki
- Mizumaki
- Onga